# Tjatyr-Köl
Tjatyr-Köl (kirgiziska: Чатыр–Көл)  är en endorheisk sjö i Tianshan-bergen i distriktet At-Basjy i Naryn-provinsen, i Kirgizistan. Sjön ligger i nedre delen av Tjatyr-Köl-sänkan, nära Torugartpasset, ett bergspass på gränsen mellan Kina och Kirgizistan. Det är den högst belägna av Kirgizistans större sjöar, på en höjd av 3 530 m ö.h. Tjatyr-Köl har en yta av ungefär 181 km2. Sjöns längd är maximalt 39 km och bredden 10 km. Den har ett maximalt uppmätt djup av 16,5 m. Avrinningsområdet är 1 050 km2.
I den närbelägna Ak-Say-dalen betar stora hjordar av jak på somrarna och jägare från At-Basjy för att jaga murmeldjur.
Tjatyr-Köl betyder “himmelssjön” på kirgisiska och bokstavligen "taksjön".

## Klimat
Den årliga medeltemperaturen i sjöområdet är -5,6o, med en medeltemperatur i januari månad av -22oC och i juli månad +7,1oC. Maximal sommartemperatur har uppmätts till 24oC och minimum under vintern till -50oC. Närmare 90 procent av årsnederbörden i områdets 208–269 mm faller under sommaren. Vinterhalvåret är med andra ord väldigt torrt. Sjön är isbelagd från oktober till slutet av april. Istjockleken kan varierar mellan vintrarna från 0,25 till 1,5 meters tjocklek.

## Hydrologi
Vattnet i Tjatyr-Köl är gulaktigt grönt med en siktdjup på ner till 4 meter. Mineraliseringen i sjön är i intervallet 0,5 till 1,0 milligram per liter och består av klorider, vätekarbonater och salter av natrium och magnesium. Saliniteten är 2 ppt. Mineraliseringen i den södra delen av sjön är betydligt större, med halter på 5 - 7 gram per liter och ett pH-värde på 5,8-6,0. Vattenföringen är 1 866 m3 på vintern och 3 629 m 3 under sommaren.
En negativ vattenbalans under de senaste årtiondena har lett till att vattennivån i sjön har sjunkit.

## Naturskydd
Tjatyr-Köl och en buffertzon på 2 km runt omkring ingår i Karatal-Japyryks naturreservat, tillsammans med området runt sjön Song-Köl och Karatal-Atjatasj. Tjatyr-Köl ingår också i våtmarksskyddet enligt Ramsarkonventionen (Konvention om våtmarker av internationell betydelse, i synnerhet såsom livsmiljö för våtmarksfåglar) sedan den 8 november 2005, med det officiella namnet Chatyr Kul Lake och referensnummer 1588. Det blev då den andra våtmarken i Kirgizistan som togs upp på Ramsar-listan.
Tjatyr-Köl saknar helt fiskbebestånd, men har gott om flyttfåglar som häckar. Särskilt kan nämnas stripgåsen som är den fågelart som kan flyga på högst höjd.